# Габран мак Домангарт
Габран (Габран мак Домангарт; гельською. Gabhran mac Domangart; загинув у 558) — король Дал Ріади з 538 по 558 рік.

## Біографія
Габран був другим сином короля Дал Ріади Домангарта I і успадковував своєму старшому братові Комгаллу. Під час його правління почалися довгі війни скоттів з пиктами, чиї території лежали на схід від земель Дал Ріади. У 558 році (за іншими джерелами — в 560 році) Габран загинув у війні з королем піктів Брудом I.
Від Габрана веде свій родовід клан н'Габран (гельська. n'Gabrain), один з трьох територіально-племінних союзів, що складали суспільно-політичну структуру королівства Дал Ріада. Володіння цього роду розташовувалися в Кінтайр і на острові Айлей і до середини VII століття його представники були верховними королями Дал Ріада.
Габрану успадковував його племінник Коналл I.